# Otiothops hoeferi
Otiothops hoeferi là một loài nhện trong họ Palpimanidae. Loài này được phát hiện ở Brasil.